# 8 × 22 mm Nambu
Die Patrone 8 × 22 mm Nambu wurde von Oberst Kijirō Nambu für die gleichnamige Pistole konstruiert und 1914 in die kaiserlich japanische Armee eingeführt. Die Waffe wurde im Laufe der Zeit konstruktiv angepasst, die Patrone aber blieb unverändert.
Waffe und Munition wurden nur in Japan hergestellt. Die Produktion wurde mit der Niederlage Japans im Zweiten Weltkrieg eingestellt.

## Synonyme
- 8 mm Japanese Nambu
- 8 mm Nambu Auto.Pistol

## Waffen

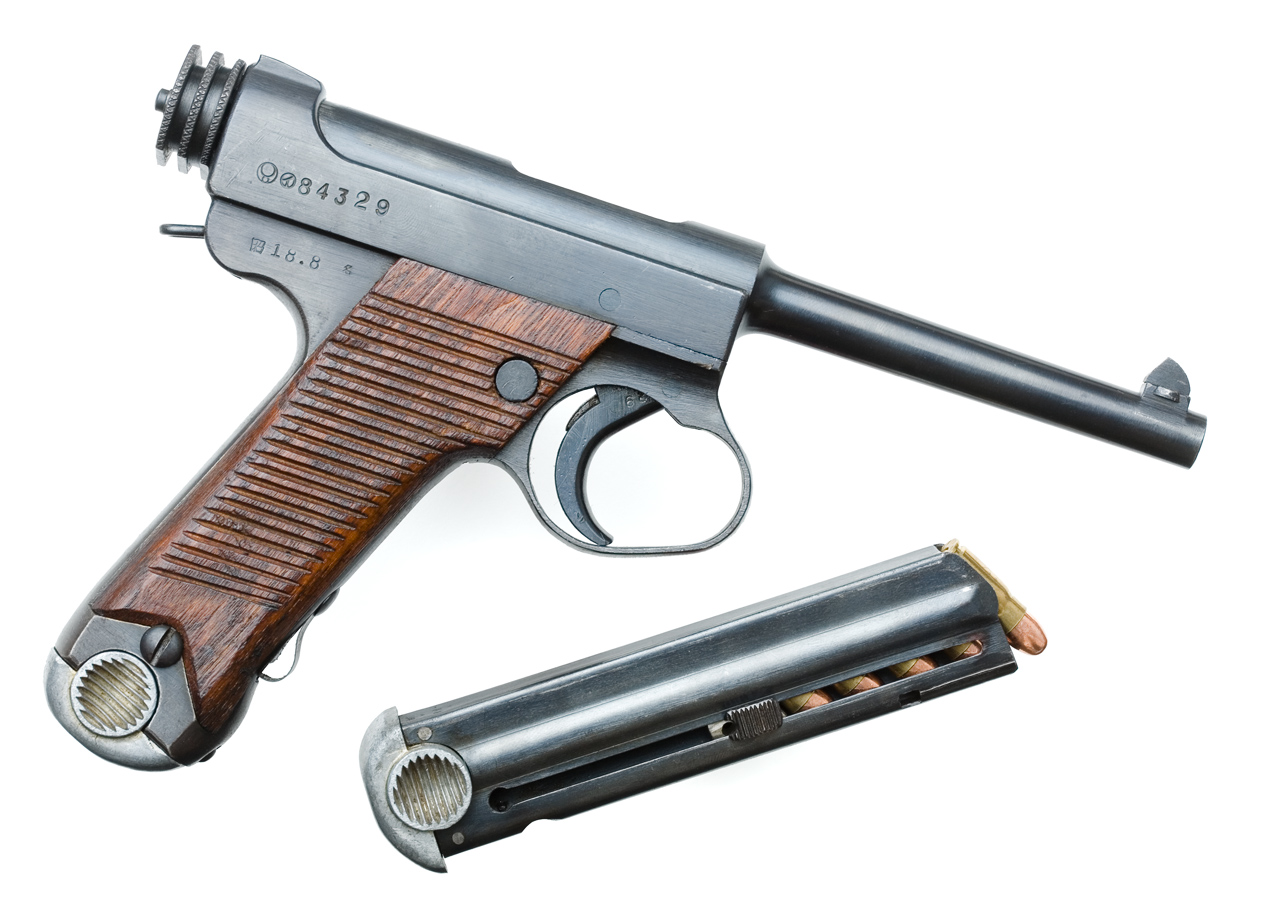
Nambu-Pistole (Variante: Pistole Typ 14) mit Patronen 8 × 22 mm Nambu

- Nambu-Pistole
- Hamada-Pistole
- Typ 94 Pistole
- Typ 100 Maschinenpistole